# Campionati svizzeri di sci alpino 1973
Ai Campionati svizzeri di sci alpino 1973 furono assegnati i titoli di slalom gigante, slalom speciale e combinata, sia maschili sia femminili; oltre agli sciatori svizzeri poterono concorrere al titolo anche gli sciatori di nazionalità liechtensteinese.

## Risultati
| Specialità      | Uomini         | Donne                 |
| --------------- | -------------- | --------------------- |
| Slalom gigante  | Adolf Rösti    | Bernadette Zurbriggen |
| Slalom speciale | Heini Hemmi    | Bernadette Zurbriggen |
| Combinata       | Willi Frommelt | Bernadette Zurbriggen |